# Goniothalamus gabriacianus
Goniothalamus gabriacianus là loài thực vật có hoa thuộc họ Na. Loài này được (Baill.) Ast mô tả khoa học đầu tiên năm 1938.